# Шунут
Шунут (на руски: Шунут) е планина в Русия. Най-високата точка на планината достига до 726,2 m надморска височина.

## Описание
Планината Шунут е разположена в Свердловска област, западно от Екатеринбург и на 10 km югозападно от село Краснояр. Изцяло е покрита с иглолистни гори. На юг от планината се намира блатото Шунут, от което води началото си река Шунут – десен приток на река Бардим, част от водосборния басейн на река Волга..
На върха на планината има изпъкнали скали, които от източната страна достигат височина 60 – 70 m. Отдалеч наподобяват средновековна крепост. Масивът е съставен от стари кварцитни скали, конгломерати, кварцит-пясъчници. В планината растат редки растителни видове – Anemone uralensis, Cicerbita uralensis, дебрянка (Sanicula europaea), Cypripedium calceolus и др. От върха на планината при хубаво време може да се види Екатеринбург. Планината е геоложки природен паметник с южен склон покрит с иглолистни и широколистни гори, със скални образувания и редки растителни видове.
Планината е почти изцяло покрита с растителност, с изключение на върха и скалните образувания. Височината на скалите е между 25 и 40 m в западната и около 60 – 70 m в източната част. Възрастта им е на повече от 600 милиона години. Спрямо почвената покривка и растителността, планината е разположена в зоната на тайгата. На върха на планината се намира скалата Старец-камък, която е известна още като Главата на Шунут.

## Етимология
От езика манси, шун означава „създание“, а от башкирски ут – „огън“. В миналото планината е използвана за наблюдение на околностите. В случай на опасност се сигнализира със запалване на огън. Друга версия е, че идва от тюркската дума Шун – „подпраква“. В редица източници, вместо Шунут, се използва названието Белият камък, вероятно поради светлия цвят на скалите. А също така широко се използват имената на река Шунут, мината Шунут, билото Шунут, Шунутски планини, което предполага, че името на реката е основно.

## Опазване
От 1983 г. планината Шунут с околните гори с обща площ от 3806 ha е специално защитена зона на Свердловска област – геоморфоложки, стратиграфски паметник и ландшафтен резерват.